# G214国道

G214国道（G214こくどう/国道214線、G214線）別名西景公路（せいけいこうろ）は中華人民共和国の青海省西寧市から雲南省景洪市を結ぶ全長3296kmの中国の国道である。青海省、チベット自治区、雲南省を通る。1981年11月30日に国家幹線公路となった。景洪市勐養鎮から勐海県までは昆洛公路（こんらくこうろ）の一部として1953年1月1日に開通した。昆洛公路は昆明市から勐養鎮まではG213国道となり、勐海県勐混郷からは省道S320線となり打洛鎮の打洛口岸を通じてラオスへの経路となる。

## 里程表

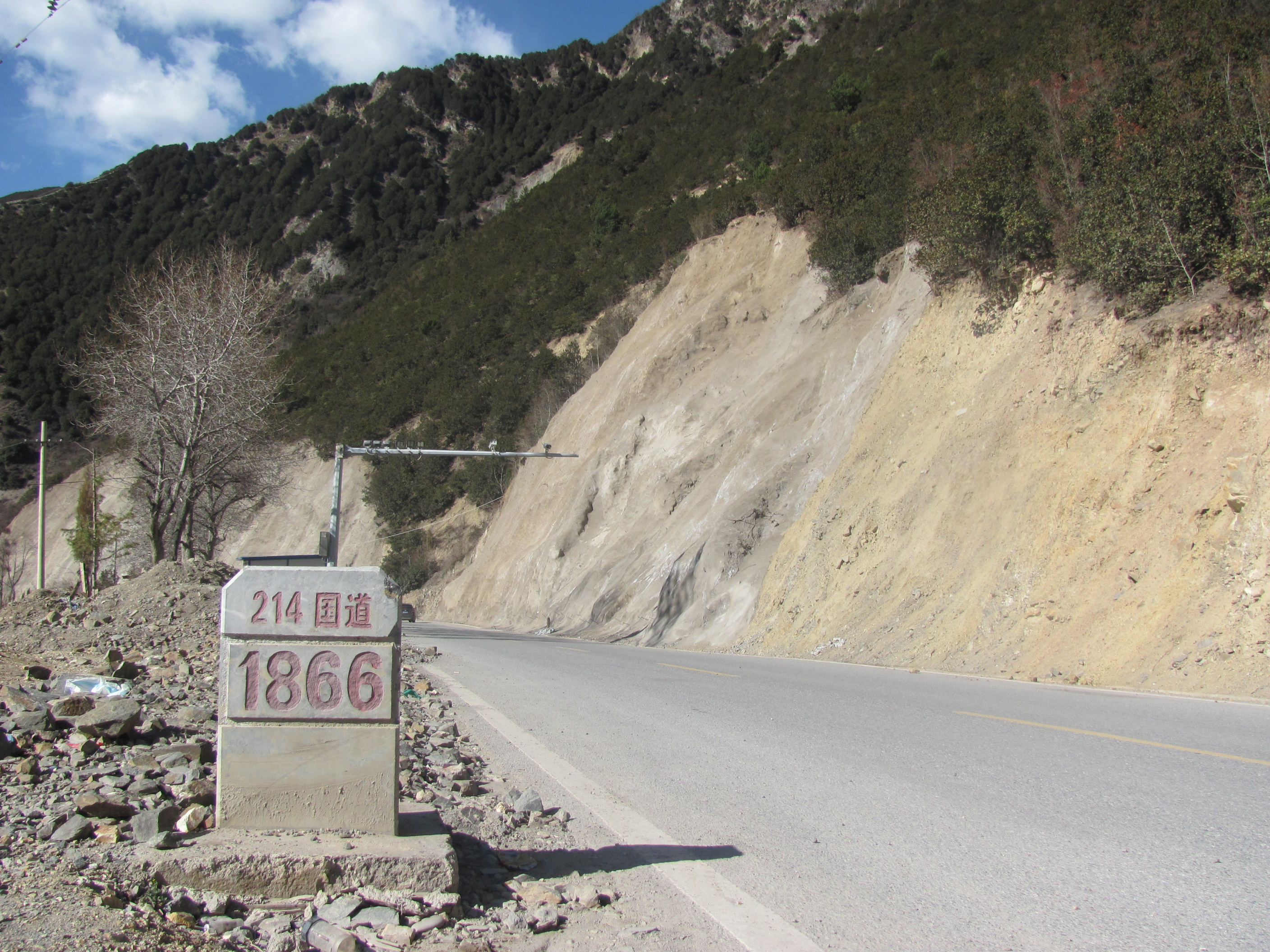
徳欽県

| 省、自治区     | 地級市、自治州、地区         | 県、県級市、市轄区                   | 距離(km) | 注           |
| -------------- | ---------------------------- | ------------------------------------ | -------- | ------------ |
| 青海省         | 西寧市（シリン）             | 城中区                               | 0        | G214国道起点 |
| 青海省         | 西寧市（シリン）             | 湟源県                               | 49       |              |
| 青海省         | 海南チベット族自治州         | 共和県（クンホ）                     | 146      |              |
| 青海省         | ゴロク・チベット族自治州     | 瑪多県（マトェ）                     | 493      |              |
| 青海省         | 玉樹チベット族自治州         | 玉樹市（ユルシュル）                 | 830      |              |
| 青海省         | 玉樹チベット族自治州         | 嚢謙県（ナンチェン）                 | 1030     |              |
| チベット自治区 | チャムド市                   | リウォチェ県                         | 1244     |              |
| チベット自治区 | チャムド市                   | カルプ区                             | 1349     |              |
| チベット自治区 | チャムド市                   | ゾガン県                             | 1627     |              |
| チベット自治区 | チャムド市                   | マルカム県                           | 1785     |              |
| 雲南省         | デチェン・チベット族自治州   | 徳欽県（デチェン）                   | 2007     |              |
| 雲南省         | デチェン・チベット族自治州   | シャングリラ市                       | 2191     |              |
| 雲南省         | 大理ペー族自治州             | 剣川県                               | 2384     |              |
| 雲南省         | 大理ペー族自治州             | 大理市                               | 2510     |              |
| 雲南省         | 大理ペー族自治州             | 弥渡県                               | 2566     |              |
| 雲南省         | 大理ペー族自治州             | 南澗イ族自治県                       | 2610     |              |
| 雲南省         | 臨滄市                       | 雲県                                 | 2774     |              |
| 雲南省         | 臨滄市                       | 臨翔区                               | 2860     |              |
| 雲南省         | 臨滄市                       | 双江ラフ族ワ族プーラン族タイ族自治県 | 2959     |              |
| 雲南省         | 普洱市                       | 瀾滄ラフ族自治県                     | 3124     |              |
| 雲南省         | シーサンパンナ・タイ族自治州 | 勐海県                               | 3243     |              |
| 雲南省         | シーサンパンナ・タイ族自治州 | 景洪市                               | 3296     | G214国道終点 |

## 主な接続路線

### 青海省
- G109国道（青蔵公路） - 西寧市から倒淌河郷（共和県）まで重複
- G227国道 - 西寧市城中区
- G315国道 - 西寧市から湟源県まで重複

### チベット自治区
- G317国道 - チャムド県からリウォチェ県まで重複
- G318国道 - バンダ鎮(パシュー県)からマルカム県まで重複

### 雲南省
- G320国道 - 大理市から弥渡県新街鎮まで重複
- G323国道 - 臨滄市臨翔区圏内郷
- G213国道 - 景洪市勐養鎮

## 註釈・参考資料
1. 1 2  G214線西景公路・青海交通
2. ↑  風雨兼程六十載　茶郷交通展新容（寧洱信息網）
3. ↑  昆洛公路（図）中国公路網